# Nicola Berti
Nicola Berti, född 14 april 1967 i Salsomaggiore Terme, är en italiensk före detta landslagsmittfältare i fotboll under 1980- och 1990-talet.
Han representerade bland annat klubbar som Parma, Fiorentina och Inter, men spelade även i England (Tottenham), Spanien (Alavés) och Australien (Northern Spirit). Han var högst delaktig i Inters mästerskapstitel 1989, samt i VM 1990 (i Italien) och VM 1994 (USA). Nicola Berti var mycket populär bland Inters anhängare för sitt uppoffrande och hårda spel. Numera är han en aktiv kommentator och pappa sedan mars 2007.

## Meriter
- mästare Serie A (1988/89, Inter);
- vinnare Italienska supercupen (1989, Inter);
- vinnare Uefa-cupen (1990/91, 1993/94, Inter)
- VM-silver 1994 efter förlust på straffar mot Brasilien (3-2)